# Habsburg Károly asztúriai herceg
Habsburg Károly asztúriai herceg, más néven Don Carlos (Valladolid, 1545. július 8. – Madrid, 1568. július 24.) spanyol infáns, II. Fülöp spanyol király fia, a spanyol trón várományosa, a Habsburg-ház tagja. Édesanyja, Mária Manuéla portugál infánsnő III. János portugál király lánya volt. Károly mentálisan zavart volt, és azt tervezte, hogy megöli apját, aki ezért és a trónra való alkalmatlansága miatt elzáratta.

## Életrajz
Valladolidban született, édesanyja rá egy hónapra a nehéz szülés szövődményeibe belehalt. Károly infáns szellemileg fogyatékos volt szülei közeli és többszörös rokonsága miatt (az apja és az anyja kétszeresen is első unokatestvérek voltak), de élete vége felé fizikai rendellenességek is mutatkoztak nála. Károlynak csak 4 dédszülője volt (a normális esetben lévő 8 helyett) és csak 6 ükszülője (a normális 16 helyett), az anyai nagyanyja és az apai nagyapja testvérek voltak, az anyai nagyapja és az apai nagyanyja szintén testvérek voltak, 2 dédanyja szintén testvérek voltak.
Károly erős természetű, irányíthatatlan jellem volt, brutális és eszetlen dolgokat csinált, amelyek sokszor az őrjöngésbe csaptak át. Vadságát is emlegették: „elevenen szokta megsüttetni a vadászaton elfogott állatokat.” „Nevelője, Don Juan Honorato, hiába igyekezett, hogy tanulmány által szelídítse növendékét, a gyermek jobban szerette az erős testi gyakorlatokat és a csata-leírásokat. A császárt, nagyapját is hadjáratai felől kérdezte ki. Minden tetszett neki, csak az nem, hogy őse megfutott Móricz választó előtt. Hiába magyarázta el nagyatyja szorult helyzetét, Carlos megmaradt amellett, hogy ő nem futott volna. Ez tetszett Károlynak, de különben az agg fejedelem nem volt vele megelégedve. «Igen izgatott magatartása és kedélye nem tetszenek; nem tudom mi lesz belőle» – volt az ítélete.”

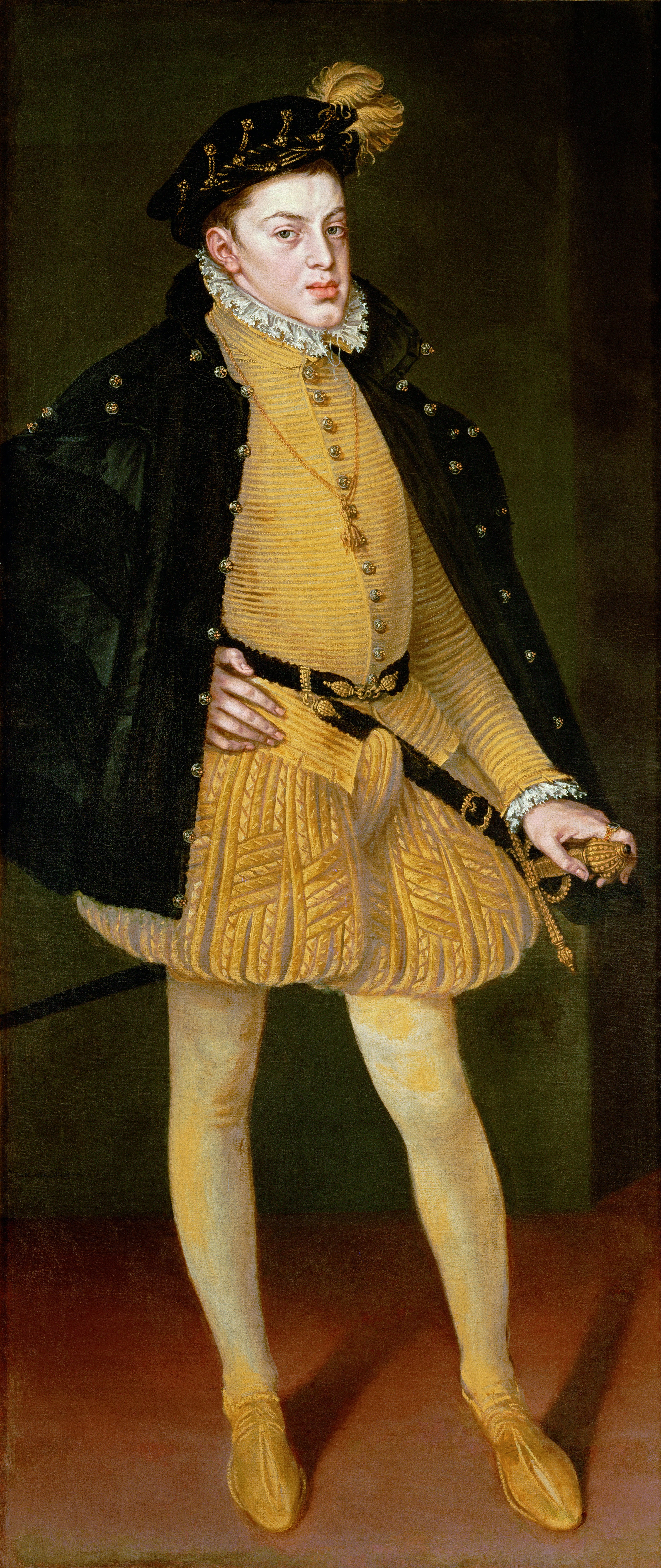
Alonso Sánchez Coello festménye, 1584

1559-ben Károlyt eljegyezték Valois Erzsébettel, II. Henrik francia király lányával, de a házasság nem jött létre közöttük, azt II. Fülöp meghiúsította, ugyanis Károlyt joggal nem tartotta alkalmasnak család alapítására és a dinasztia fönntartására. Károly az egész fővárost megbotránkoztatta egyre felfoghatatlanabb tetteivel: hajadonokkal erőszakoskodott, köztiszteletben álló nemeseket, sőt apja tanácsadóit bántalmazta fizikailag és nőket vert össze brutálisan. A város utcáit járva bármelyik szembejövő nő, legyen az előkelő vagy polgárnő, ha megtetszett, neki erővel megcsókolta. E nyilvánvaló becstelenségek miatt Fülöp a fiának szánt Valois hercegnőt maga vette feleségül 1560-ban. A tizennégy éves hercegnőnek sokkal jobban tetszhetett a harminckét éves Fülöp, semmint a kevéssé vonzó, nyurga és szellemileg is terhelt – ekkor szintén még csak tizennégy esztendős – Károly. Új jegyest kerestek Károlynak, szóba került a skót Stuart Mária, az angol királynő I. Erzsébet, a francia Valois Margit, sőt még az osztrák Habsburg Anna is, II. Miksa német-római császár lánya, aki Károly másod-unokanővére volt. Végül Habsburg Annát szemelték ki véglegesen az infáns jegyesének, de az apa érthetően ezt a házassági tervet is keresztül húzta, s a felesége, Erzsébet halála után egy évvel maga vette feleségül Habsburg Annát. 

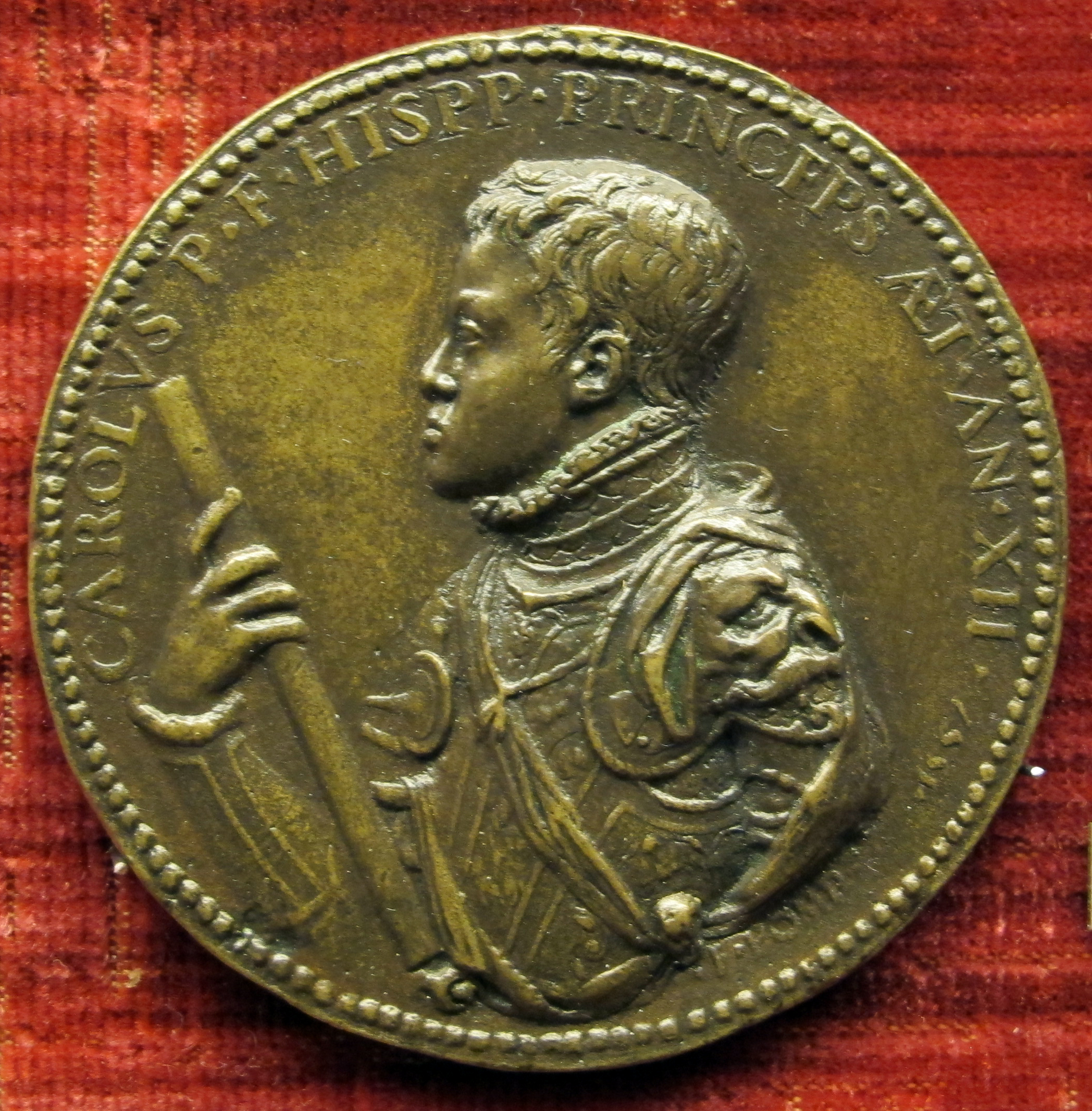
Don Carlos képe pénzérmén

1562-ben Károly leesett egy lépcsőn, súlyos fejsérülést szenvedett, de a kiváló orvos Andreas Vesalius segítségével meggyógyult, mindezt egy kockázatos koponya műtéten keresztül, amely azonban az elmezavart tovább növelte. A felépülése után megvadult és sérthetetlennek gondolta magát. Összeveszett Alba herceggel, mert az csak egy apró figyelmetlenség miatt nem adta meg neki mindössze egyszer a kellő tiszteletet. A herceget késsel fenyegette meg, az országgyűlésen is botrányosan viselkedett, szitkokban és fenyegetésekben tört ki a Cortes ellen. Elméje tovább romlott, „Felizgatott képzelete beteg elméjét, melyben hiányzott minden fék, nem csak meggondolatlan szavakra, hanem botrányos tettekre is ragadta. Spinosát, a hatalmas minisztert és inkvizítort tőrével fenyegette, mert az Madridból kiutasított egy színészt. Számadó könyvében gyakran találjuk, hogy kárpótlás gyanánt tetemes összegeket fizetett szülőknek, kiknek gyermekeit, különösen leányait megkínozta. Egyszer bezárkózott a királyi istállókba és ott huszonhárom nemes paripát kínzott halálra. A mellett nem titkolta gyűlöletét atyja iránt.”
1566-ban kitört a németalföldi szabadságharc, amely nehéz feladat  megoldását Károly infáns akarta minden áron magára vállalni, ami viszont nem volt egyéb csak saját egoizmusának hajszolása, hogy dicsőséget szerezzen és kegyetlenkedési vágyait kiélhesse. Fülöp azonban nem merte elküldeni a már teljesen az őrület jeleit mutató fiát, helyette „Belgiumba Alba herceget küldték. Midőn a herceg búcsúzni jött hozzá, Don Carlos kétszer is tőrrel rohanta meg. A király már akkor megegyezett a herceggel abban, hogy fia képtelen az uralkodásra.”
A Németalföld ellen vezényelt sereg élére Károly maga akart állni, de bárhogy is fenyegetőzött, illetve fogadkozott, Fülöp nem állt rá. Az is felmerült Károlyban, hogy apja parancsát megszegve egymaga indul, saját fegyveresekkel Németalföldre és ott valamilyen magánakcióba fog. De még ez a terve is meghiúsult, s Károly infáns teljesen kikelt apja ellen, összeesküvéseket tervezett, amelyek azonban napfényre kerültek, s a királyt többen figyelmeztették, hogy fia az életére tör.

## Bukása
Apjának meggyilkolását 1568. január 17-re, Szent Antal ünnepére tervezte. Előtte azonban meggyónt, s mint hithű katolikus, nem hazudhatott a papnak, hát kivallotta, mit tervez, s ezzel leleplezte szándékát. „Egy Jeromos-rendű klastromban akart meggyónni, de a szerzetesek, megismervén terveit, megtagadták tőle az absolutiót. Most az atochai híres dominikanus klastrom tizenkét theologusát hívta össze, hogy adjanak neki tanácsot. De a mint a herczeg megvallotta, hogy gyűlöl egy embert, mind halálig, ezek sem akarták feloldani. Don Carlos előbb színlelni akart, hisz a ravaszság és képmutatás mindig megfér a gyöngeelműséggel. Azt kívánta, adjanak neki meg nem szentelt ostyát az úrvacsoránál, hogy a látszat meglegyen és a vallás lényegét még se sértse. De nem akadt senki, ki ily istentelenséget elkövetni kész lett volna. Egy más jelentés szerint az atochai perjel előadta neki, hogy talán lehetne őt absolválni, ha megvallja, ki ellen tör. Don Carlos szenvedélyesen kijelenté, hogy atyja ellen.”

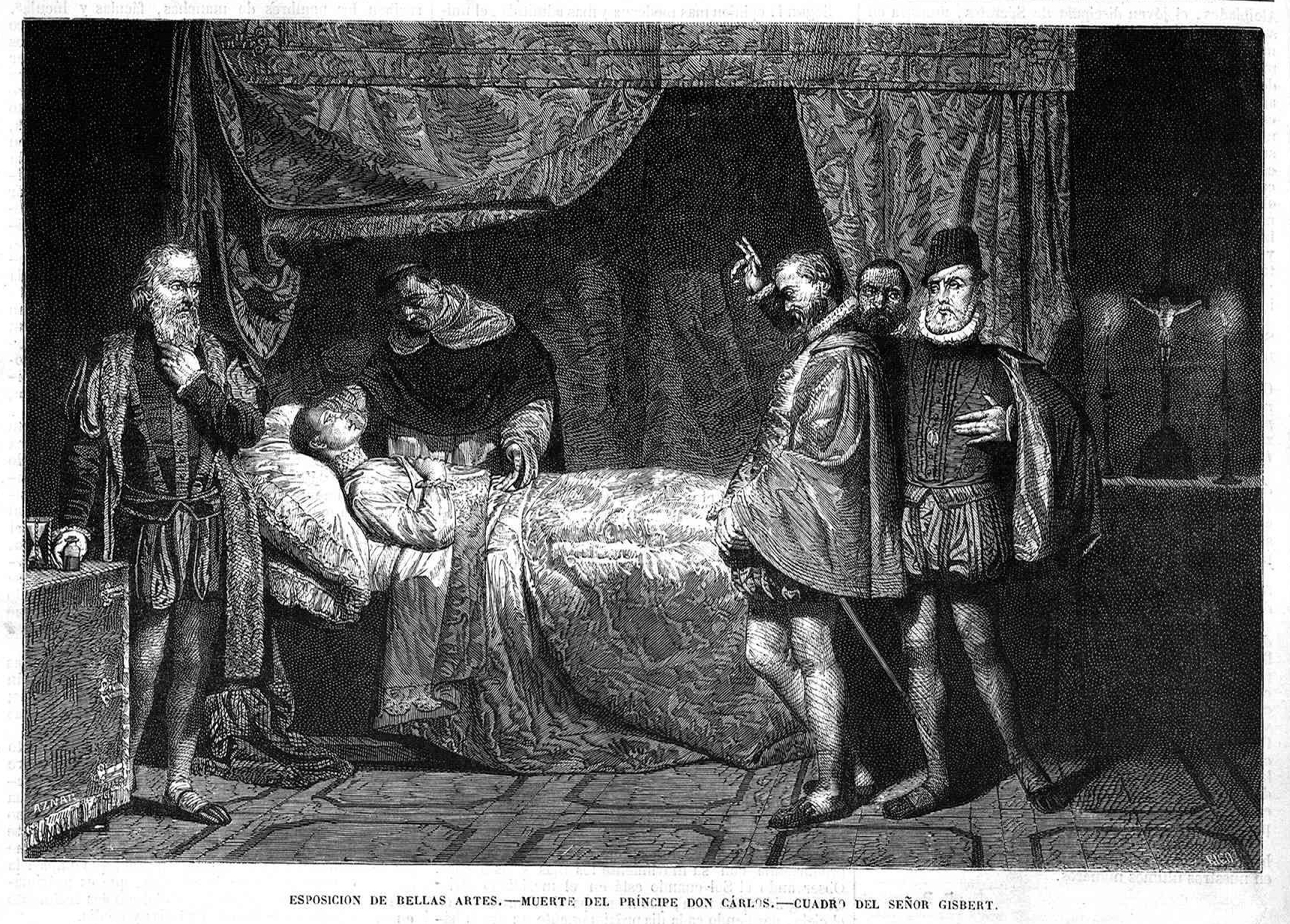
Don Carlos halála (19. századi metszet)

Másnap rögtön letartóztatták, s elzárták abba a szobába, amelyben még I. Ferenc francia király raboskodott évtizedekkel korábban, a paviai csatavesztés után. Apja meglátogatta „börtönében” még aznap este, de Károly csak vad ordítozásba tört ki apja ellen. Fogsága alatt állapota csak romlott, sokszor öngyilkosságot akart elkövetni, fel akarta gyújtani magát, de őrzői észrevették és megakadályozták. Máskor meg halálra akarta éheztetni magát, de ezt meg ő nem bírta ki. Megint máskor rátört az őrület és ruháit eldobva érthetetlenül ordítozott a szobájában. Rövid éhségsztrájk után teletömte magát fűszeres hússal, amelyre nagy mennyiségű jéghideg vizet ivott, ettől hasmenése lett és közel került a kiszáradáshoz. II. Fülöp tudta, hogy innen fiát már nem engedheti ki a saját és a birodalom érdekében, „Azt beszélték, hogy midőn Fülöp több szobát akart rendelkezésére bocsátani, Don Carlos büszkén válaszolá: a fogolynak elég egy, a szabadnak szűk lesz Spanyolország.”
Károly herceg a fogságban halt meg 1568. július 24-én, elfogatása után 6 hónappal. A herceg halála sok találgatásra és pletykára adott okot a kor közvéleményei számára.

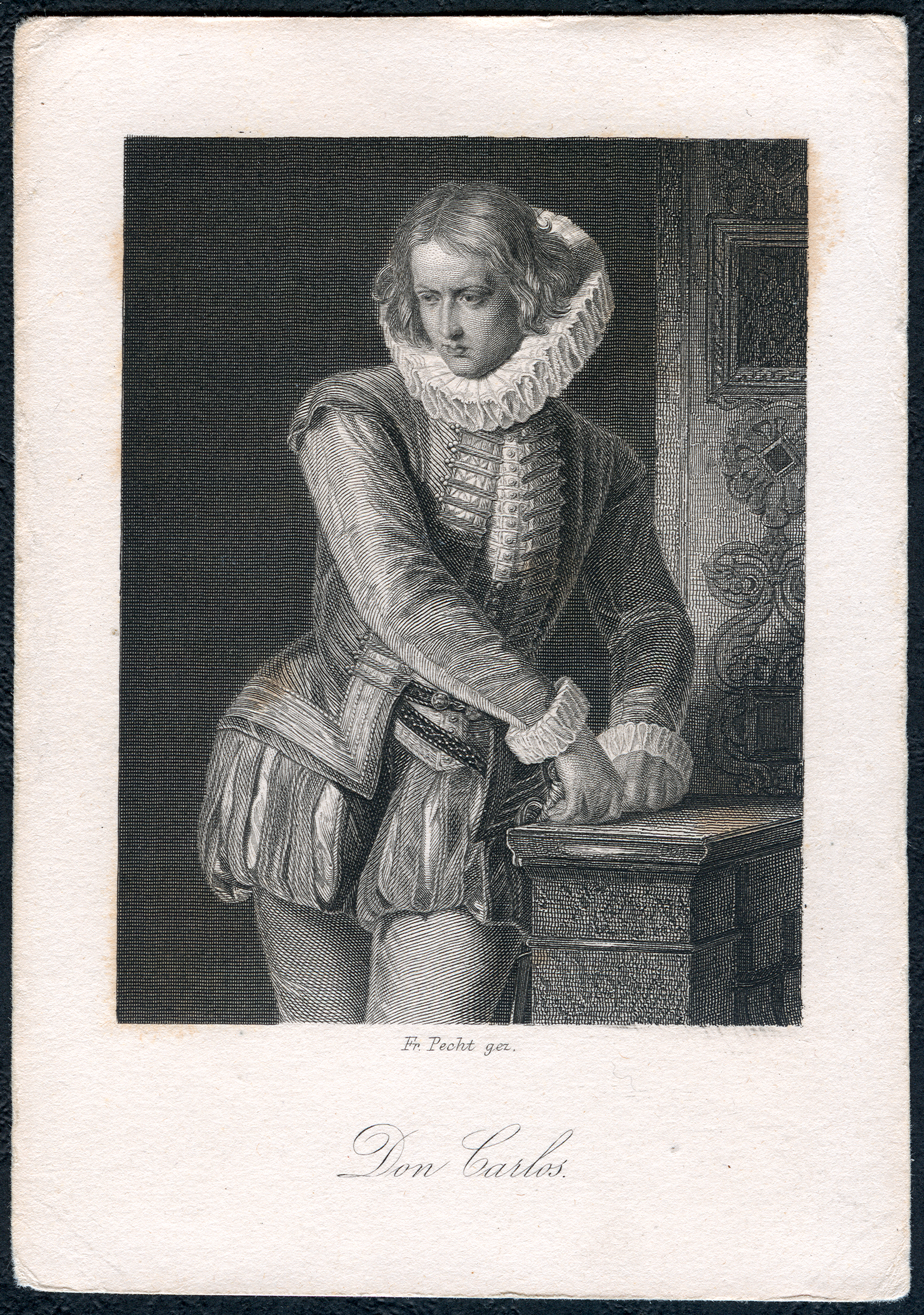
Don Carlos, Schiller drámájának főszereplője (1859-es acélmetszet)

## Alakja drámában, zenében
A tragikus sorsú Don Carlos infáns sorsát a 18. század végén – a történelmi tényeket igen lazán kezelve – Friedrich Schiller német romantikus költő 1788-ban bemutatott Don Carlos című tragédiájában dolgozta fel. A Schilleri romantikus kép sokáig fennmaradt a hercegről, s apját Fülöpöt alaptalanul negatív színben tüntette fel. A németalföldi felkelők elleni hadjárat kapcsán Schiller szerint egy hadsereg élére akarta állítani fiát Fülöp, míg a fia a protestánsokkal rokonszenvezett, holott Fülöp távol akarta tartani ettől a kockázatos és felelősségteljes vállalkozástól a fiát. A 19. század közepén Giuseppe Verdi e dráma alapján írta Don Carlos c. operáját. Verdi műve, melyet 1867-ben – néhány évvel a risorgimento megvalósulása, az egységes Olasz Királyság kikiáltása után – mutattak be, Don Carlost szintén a szabadság megtestesítőjeként, a zsarnokság elleni harc hőseként állítja be.